# Flugplatz Klaipėda

i8
i11
i13
Der Flugplatz Klaipėda (litauisch Klaipėdos aerouostas. ICAO: EYKL) ist ein kleiner Flugplatz östlich der litauischen Stadt Klaipėda. Er liegt im Dorf Dirvupiai, in der Rajongemeinde Klaipėda. Der Flugplatz wird vom litauischen Unternehmen UAB Klaipėdos aerouostas (Direktor Marius Aleksynas) verwaltet. Im Jahr 2015 gab es 3 Mitarbeiter.
Internationale Flüge werden vom Flughafen Palanga abgewickelt.